# Лляльні води
Лляльні води (походить від лляло) — це води, що утворюються при відпотуванні внутрішньої поверхні бортів, що просочуються через шви зовнішньої обшивки і т. ін.
У зв'язку з недосконалістю систем, якими проходить морська вода, використовувана забезпечення роботи суднових установок різного призначення і типу, частина її потрапляє у виробничі приміщення судна, де може поєднуватися з різними забруднювальними речовинами чи іншими, вже забрудненими водами, утворюючи лляльні води.
Гостро постає проблема скидання лляльних вод, що містять у собі нафтопродукти. Міжнародна конвенція щодо запобігання забрудненню з суден (МАРПОЛ 73/78) забороняє скидання нафтовмісних сумішей, крім випадків, коли дотримуються певних умов.